# 817
817(팔백십칠)은 816보다 크고 818보다 작은 자연수다.

## 수학
- 합성수로, 그 약수는 1, 19, 43, 817이다. 진약수의 합은 63이므로, 817은 부족수다.
- 17번째 중심있는 육각수다. 앞의 중심있는 육각수는 721, 다음은 919다.
- {\displaystyle 817=269+271+277}
  - 연속하는 세 소수(素數)의 합으로 나타낼 수 있으며, 이 성질을 지닌 앞의 수는 803, 다음 수는 829다.

## 과학
- NGC 817: 양자리 방향에 있는 렌즈형은하.
- 817 아니카(영어판): 소행성.

## 교통

### 철도
- 큐슈여객철도 817계 전동차(일본어판)
- 수도권 전철 8호선 가락시장역의 역번호.

### 도로
- 817번 지방도: 전라남도 장흥군 유치면에서 화순군 화순읍까지 이어지는 대한민국의 지방도.

## 군사
- 817 해군 항공대(영어판): 과거 존재한 영국의 해군 항공대.
- FFG-817 광주: 대한민국 해군의 인천급 호위함.

## 문화유산
- 대한민국의 보물 제817호: 창덕궁 선원전

## 기타
- 날짜: 8월 17일
- 연도: 817년, 기원전 817년
- 포켓몬스터 누겔레온의 전국도감 번호.